# The Light That Had Lighted the World
Pistes de Living in the Material World
Sue Me, Sue You Blues Don't Let Me Wait Too Long
The Light That Had Lighted the World est une chanson écrite par George Harrison, parue le 22 juin 1973 sur son album, Living in the Material World.

## Enregistrement

### Personnel
- Nicky Hopkins - Piano
- Gary Wright - Harmonium
- Klaus Voormann - Guitare basse
- Jim Keltner - Batterie
- George Harrison - Guitare folk, Bottleneck, chœurs

### Équipe technique
- production : George Harrison
- ingénieur du son : Phil McDonald